# Без догмата
«Без догмата» (пол. «Bez dogmatu») — роман польського письменника, лауреата Нобелівської премії з літератури, Генрика Сенкевича, написаний і опублікований 1891 року. Розповідь зосереджена навколо Леона Плошовського, чоловіка із заможної аристократичної родини, який намагається знайти сенс життя у світі без моралі, намагаючись аналізувати свої почуття до жінок, які зустрічаються. Роман асоціювали з декадентським рухом, критикували за відсутність чіткого засудження аморальних вчинків і сприймали як спробу зобразити покоління Fin de siècle. Написаний від першої особи, роман є єдиним з творів Сенкевича, який відповідає щоденниковому формату. Після виходу популярність Генрика Сенкевича досягла свого піка.

## Тло
Після написання «Трилогія» Генрик Сенкевич швидко став найпопулярнішим польським письменником. Як написав англійський видавець «Без догмата» в передмові у виданні 1893 року: «Того, що зробив Вагнер для Німеччини в музиці, що зробив Дюма для Франції, а Скотт для всіх англомовних людей, великий поляк досяг для своєї країни в галузі літератури».
Оскільки його твори вважалися втіленням національних чеснот, Сенкевич здивував публіку своїм вибором зобразити сучасне суспільство з точки зору марнотратства.
Під глибоким впливом консервативних кіл Сенкевича хвилювало те, що, на його думку, було моральним розпадом декадентської молоді. Оскільки патріотичні, але приглушені та зосереджені на повсякденній реальності, цінності та гасла, проповідувані поколінням Сенкевича (наприклад, поступова робота над покращенням соціально-економічного статусу селян), здавалися молоді занадто приземленими, багато хто стверджував, що прагнення до особистого щастя цікавить їх більше, ніж суспільні справи. Навіть засновники варшавського позитивізму на той час були розчаровані пригніченими наслідками їхньої діяльності та погіршенням становища польського суспільства загалом, як це видно в інших романах того часу, зокрема в «Лялька» Болеслава Пруса. Сенкевич вважав, що таке егоїстичне ставлення призводить до неприпустимих провалів в етичній поведінці й має бути засудженим. Він мав намір продемонструвати справжні мотиви декадентів, щоб висміяти їх.

## Сюжет
Дія починається на початку 1889 року і триває майже два роки. Дія відбувається в Римі, Плошуві (де знаходиться садиба головного героя), Парижі, Варшаві, Берліні, Марці, Флоренції та Бад-Гастайні. Його підбадьорив його друг, який стверджував, що «кожен, хто веде щоденник, працює на загальне благо і робить гідну справу». 35-річний Леон Плошовський із заможної родини починає описувати свої повсякденні переживання та проблеми. Коли його тітка намагається послужити свахою, він зустрічає красуню Анельку і закохується в неї. Вони зближуються один з одним, але саме тоді, коли всі думають, що Плошовський ось-ось зробить їй пропозицію, він отримує звістку про серйозний стан здоров’я батька. Леон їде до нього в гості й зустрічає Лауру, стару подругу, яка, здається, є протилежністю милої та невинної Анельки. Вона ігнорує свого хворого чоловіка і починається бурхливий роман з Леоном. Коли смутна Анелька пише Леону, він радить їй у листі «вважати себе вільною». У розпачі вона виходить заміж за першого чоловіка, який зробить їй пропозицію. Коли Леон повертається, він переслідує Анельку, тепер вірну дружину. Невпорядкована і пригнічена Анелька захворює, дізнається, що вагітна, і помирає. Плошовський визнає себе винним у тому, що трапилося, і кінчає життя самогубством з надією на забуття.